# 三大都市
三大都市（さんだいとし）は、基本的にはその国や地域で3つの大きな都市を指す。

## 概要
パック旅行や旅行記などの売り文句として、あるいは都市が関わるイベントなどでは、客観的な基準なく言われることも多い。
ただし、必ずしも人口上位3都市とは限らず、都市的地域や経済などの指標により異なるため、どの3都市か一定しないこともある。

## 三大都市の例

### 世界
世界三大都市
ロンドン、ニューヨーク、東京

### 国内
日本三大都市
東京、大阪、名古屋